# 林修禾

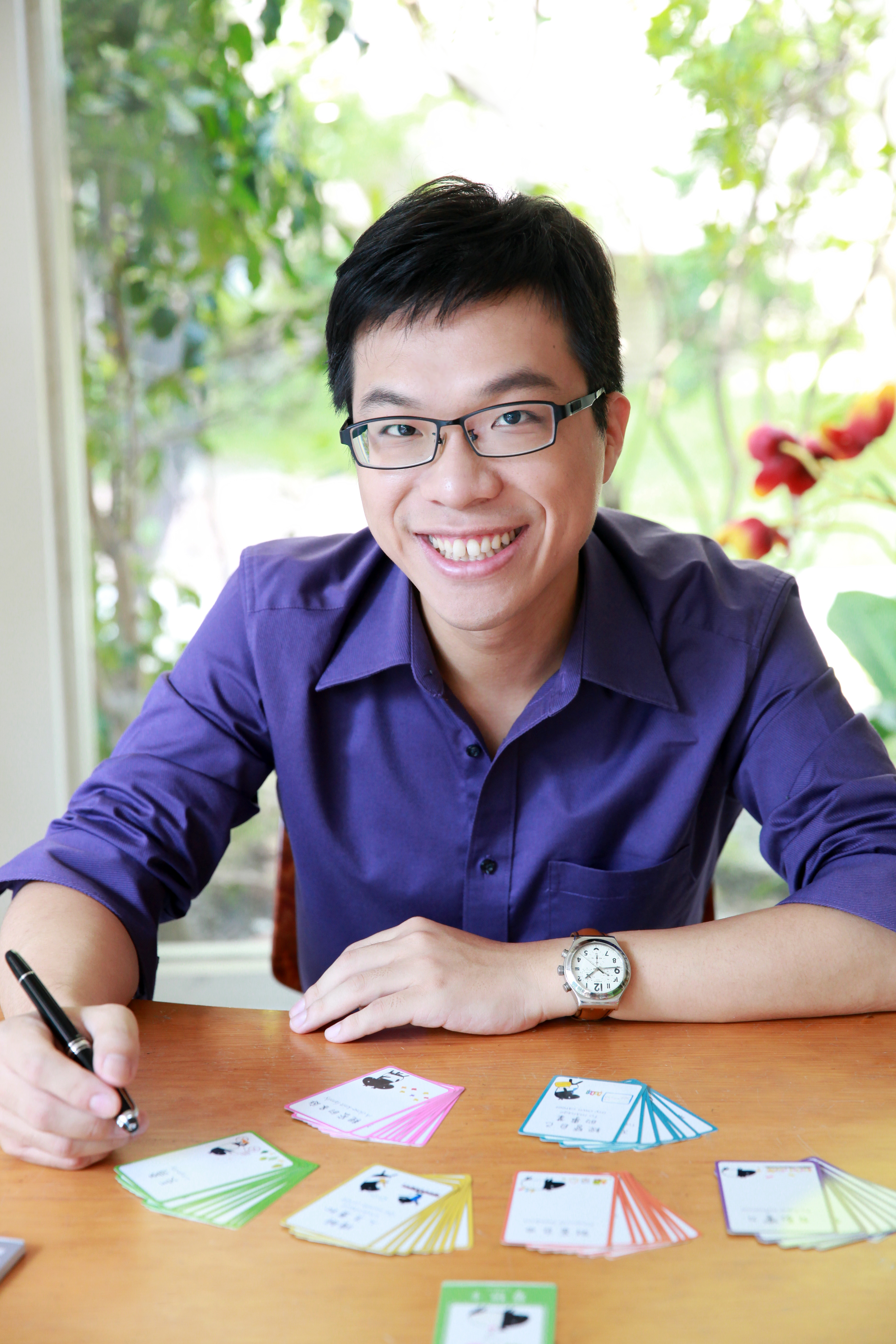
林修禾

林修禾 (Joshua Lin)（1984年- ）是一位專職的夢想協助實踐家。國立中央大學機械系學士及國立臺北教育大學玩具遊戲設計研究所碩士。也考上了台灣大學機械博士班。
開過「巧盒玩具發展公司」教育公司及「巍智產品設計公司」產品設計公司。現創立第三家公司「上楷國際教育股份有限公司」，目的是協助人達成自己的夢想。開設不同的教育訓練課程。
林修禾以創意思考為核心，啟發客戶的自我思考的能力。最為人稱道的就是始終保持最原始的初衷——築夢踏實，將自己的夢想具體化，與志同道合的夥伴一同打拼。
目前兒童理財課程，已在台灣、中國大陸地區、香港、澳門、馬來西亞、美國發展，透過課程，培養孩子對金錢的思維。
BOS巴菲特線上學院-台灣旗艦教室

## 媒體見證
- 2007 中天新聞訪問對象
- 2007 創立巧盒玩具發展公司-創意
- 2007 華視新聞訪問對象
- 2008 「大學生了沒」採訪
- 2009 創立巍智產品設計公司-創意商品開發
- 2009 「今晚哪裡有問題」採訪
- 2009  聯合報新聞專訪、TVBS周刊專訪——激發孩子腦力‧玩出商機
- 2011 邱文仁廣播電台、幸福相談所、自由時報 （页面存档备份，存于）、東森新聞、年代新聞採訪
- 2012 創立上楷國際教育公司-兒童理財
- 2012 今週刊教育採訪、SMART雜誌理財採訪及光華雜誌採訪 6月號
- 2012 東森財經台、東森「夢想街57號」、「57賺錢課」、「劉寶傑－關鍵時刻」、採訪
- 2012   商業週刊與SMART智富雜誌邀約
- 2013   中華電信MOD採訪
- 2014  「創業1定贏」雜誌專訪
- 2014   教育事業擴展到中國大陸內地、馬來西亞、美國市場
- 2014   與中國內地渣打銀行、新東方合作啟動「天驕優才」青少年理財計劃
- 2014   馬來西亞光華日報專訪
- 2015   育兒雜誌專題報導、日文雜誌專訪

著有「夢想實踐卡Dream Map Cards」、「金錢藍圖卡Money Map Cards」

## 相關連結
1. BOS巴菲特線上學院台灣官網 （页面存档备份，存于）
2. 林修禾個人FB